# Liste der Eingemeindungen in die Stadt Wittstock/Dosse
Mit dem Abschluss der Eingemeindungen in die Stadt Wittstock/Dosse am 26. Oktober 2003 und trotz der Ausgliederung zweier ehemaliger Gemeinden zum 27. Mai 2004 ist die Stadt an Fläche die sechstgrößte in Deutschland.
Am 6. November 1993 wurden zwei Gemeinden nach Wittstock eingegliedert und am 26. Oktober 2003 18 Gemeinden, von denen sich zwei auf dem Gerichtswege wieder lossagten. Bis auf diese beiden werden in der ersten Tabelle die einzelnen Gemeinden alphabetisch aufgelistet. Die Flächenangaben entstammen der Internetseite der Stadt Wittstock/Dosse.
Die ehemals selbständigen Gemeinden, die einer der Gemeinden zugegliedert wurden, welche wiederum später Ortsteil von Wittstock wurden, werden in der zweiten Tabelle chronologisch aufgeführt.

## Herzsprung und Königsberg
Die Gemeinden Herzsprung und Königsberg, die am 26. Oktober 2003 nach Wittstock eingemeindet worden waren, setzten sich gerichtlich zur Wehr und waren erfolgreich. Zum 27. Mai 2004 erlangten beide Orte ihre Selbständigkeit zurück, die ihnen kurz darauf jedoch wieder entrissen wurde. Mit Wirkung zu Silvester desselben Jahres wurden sie zu Ortsteilen der Gemeinde Heiligengrabe.

## Eingemeindungen in die Stadt Wittstock
| Ehemalige Gemeinde | Datum            | Zuwachs in ha |
| ------------------ | ---------------- | ------------- |
| Babitz             | 6. Dezember 1993 | 1022          |
| Biesen             | 6. Dezember 1993 | 79            |
| Berlinchen         | 26. Oktober 2003 | 1011          |
| Christdorf         | 26. Oktober 2003 | 1024          |
| Dossow             | 26. Oktober 2003 | 1425          |
| Dranse             | 26. Oktober 2003 | ?             |
| Fretzdorf          | 26. Oktober 2003 | 2773          |
| Freyenstein        | 26. Oktober 2003 | 3416          |
| Gadow              | 26. Oktober 2003 | 6064          |

| Ehemalige Gemeinde | Datum            | Zuwachs in ha |
| ------------------ | ---------------- | ------------- |
| Goldbeck           | 26. Oktober 2003 | 71            |
| Groß Haßlow        | 26. Oktober 2003 | 1540          |
| Niemerlang         | 26. Oktober 2003 | 1058          |
| Rossow             | 26. Oktober 2003 | 2995          |
| Schweinrich        | 26. Oktober 2003 | 1943          |
| Sewekow            | 26. Oktober 2003 | 1543          |
| Wulfersdorf        | 26. Oktober 2003 | 1898          |
| Zempow             | 26. Oktober 2003 | 91            |
| Zootzen            | 26. Oktober 2003 | 1333          |

### Eingemeindungen in selbständige Orte, die später nach Wittstock eingemeindet wurden
| Ehemalige Gemeinde | Datum          | Neue Gemeinde |
| ------------------ | -------------- | ------------- |
| Heinrichsdorf      | 1. Januar 1925 | Eichenfelde   |
| Siebmannshorst     | 1. Januar 1925 | Goldbeck      |
| Ackerfelde         | 1. Januar 1928 | Niemerlang    |
| Klein Haßlow       | 1. Juli 1950   | Groß Haßlow   |
| Randow             | 1. Juli 1950   | Groß Haßlow   |
| Eichenfelde        | 1. Januar 1977 | Biesen        |